# Premio Aniara
El Premio Aniara es un premio literario que otorga a un escritor de la lengua sueca la Asociación sueca de bibliotecas desde 1974. El premiado recibe 50.000 coronas suecas y una escultura de Linnéa Jörpeland.

## Galardonados
| - 1974 P C Jersild - 1975 Göran Sonnevi - 1976 P.O. Enquist - 1977 Göran Palm - 1978 Tora Dahl - 1979 Lars Ardelius - 1980 Erik Beckman - 1981 Birgitta Trotzig - 1982 Lars Norén - 1983 Gunnel Ahlin y Lars Ahlin - 1984 Torgny Lindgren - 1985 Tomas Tranströmer - 1986 Olof Lagercrantz - 1987 Göran Tunström | - 1988 Karl Vennberg - 1989 Kerstin Ekman - 1990 Niklas Rådström - 1991 Sara Lidman - 1992 Werner Aspenström - 1993 Sven Lindqvist - 1994 Eva Ström - 1995 Bo Carpelan - 1996 Bodil Malmsten - 1997 Willy Kyrklund - 1998 Lennart Sjögren - 1999 Birgitta Stenberg - 2000 Jesper Svenbro | - 2001 Agneta Pleijel - 2002 Elsie Johansson - 2003 Lars Gustafsson - 2004 Elisabeth Rynell - 2005 Monika Fagerholm - 2006 Magnus Florin - 2007 Tua Forsström - 2008 Anne-Marie Berglund - 2009 Erik Eriksson - 2010 Ann Jäderlund - 2011 Kristian Lundberg - 2012 Bruno K. Öijer | - 2013 Jonas Hassen Khemiri - 2014 Kjell Westö - 2015 Sara Stridsberg - 2016 Claes Andersson - 2017 Johannes Anyuru - 2018 Eva-Stina Byggmästar - 2019 Mirja Unge - 2020 Lina Wolff - 2021 Thomas Tidholm - 2022 Hans Gunnarsson - 2023 Karolina Ramqvist - 2024 Mikael Niemi |